# Kowalsky
Kolwalsky is een Belgische stripreeks van Hec Leemans. De strip gaat over Johny Kowalsky, een ontsnapte gevangene uit de strengst bewaakte gevangenis van Arizona. Uiteindelijk zou de stripreeks niet verder dan twee albums komen.

## Albums
1. Sneeuw in de woestijn (1990)
2. Nevada Sunrise (1991)